# Magnus og Myggen
Magnus og Myggen er et univers målrettet børn opfundet i 1995 af Ole Ivanoff, bestående af både computerspil, tegnefilm, bøger, huskespil samt som markedsføringsimage på varer til børn i Danmark. Magnus og Myggen udkom også i Sverige, Norge, og Finland og var populært blandt børn i 1990'erne.
Det første computerspil Leg og Lær med Magnus og Myggen udkom i januar 1996. Denne titel vandt Børnebibliotekarernes Kulturpris. Siden er der kommet 18 computerspil, 26 afsnit med tegnefilm (á 13 minutter) produceret af Egmont Imagination, og en række bøger og huskespil. Tegnefilmserien blev sendt på DR1 og Cartoon Network.

## Indhold
Serien handler om Magnus (en muldvarp) og hans bedste ven Myggen (en myg) som bor i Paradisparken sammen med deres venner.
Udover Magnus og Myggen optræder disse figurer i universet:
- Ricky Rotte
- Konrad Kat
- Molly Mus
- Melvin And
- Kalle Kanin
- Ulrik Ugle
- Frode Flagermus
- Fungy Frø
- Lizzie Bi
- Hr. Skumlesen (optræder i spil 2, 3 og 4)
- Mia Muldvarp (optræder i spil 3 og 4)

## Spiludgivelser
Følgende computerspil er udgivet i serien af Ivanoff Interactive.
- Leg og Lær med Magnus og Myggen (1996)
- Den Store Skattejagt (1997)
- Skumlesens Hævn (1998)
- Skumlesens Skygge (1999)
- Hold da helt ferie (2000)
- Mollys Musikmaskine (2000)
- De Alfabetiske Lege (2001)
- Mysteriet om det talende Solur (2001)
- Talbutikken (2001)
- Den Store Legedag (2002)
- På Skattejov (2002)
- Midnatsmysteriet (2003)
- QuizKampen (2003)
- QuizKampen 2 (2004)
- Jeg vil læse (2006)[4]
- Magnus & Myggen i Afrika (2009)
- Magnus & Myggen i Australien (2009)
- Magnus & Myggen i Sydamerika (2009)

Derudover har Krea Medie udgivet et spil på Apple App Store i samarbejde med Region Hovedstaden.
- Magnus & Myggen - Rene Hænder (2013)

## Danske stemmer
- Magnus – Jesper Klein (i det første spil er det første Sebastian Philip som lægger stemme til Magnus)
- Myggen – Jesper Klein (i spil 2, 3 og 4), Thomas Mørk (tegnefilmen og senere spil) (i det første spil spilles han af et ukendt barn)
- Fortælleren – Kirsten Cenius (i spil 2 og 3), Ghita Nørby (tegnefilmen og senere spil)
- Fungy Frø – Jens Jacob Tychsen
- Kalle Kanin – Jens Jacob Tychsen
- Lizzie Bi – Anja Owe
- Melvin And – Donald Andersen, Henrik Koefoed
- Molly Mus – Pauline Rehné
- Konrad Kat - Peter Belli
- Ricky Rotte – Donald Andersen, Kjeld Nørgaard
- Ulrik Ugle – Ulf Pilgaard, Dick Kaysø
- Hr. Skumlesen – Stig Hoffmeyer
- Mia Muldvarp – Amalie Dollerup